# قائمة قصور المملكة المتحدة

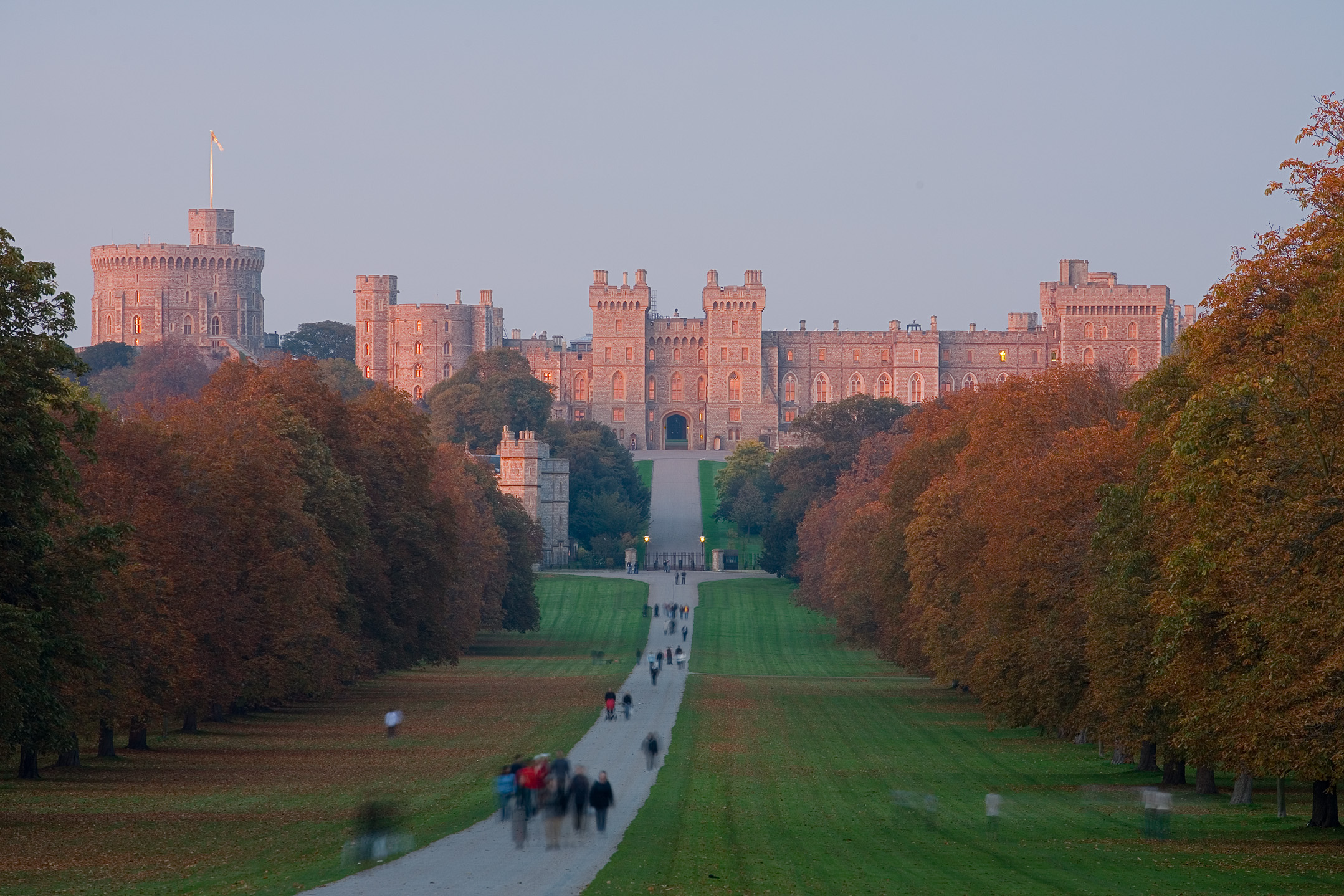
قصر وندسور

قصر هو مقر إقامة كبير، وخاصة ما يتعلق بالمقرات الملكية والرئاسية، أو الأعيان رفيعي المستوى، كالأساقفة، كما يطلق قصر على المباني الفخمة والمزخرفة.

## قائمة قصور المملكة المتحدة
تحتوي هذه القائمة على أسماء قصور في المملكة المتحدة.
- قصر بكنغهام
- قصر بلاسنتيا
- قصر بلاينهايم
- قصر سانت جيمس
- قصر كنسينغتون

- هاتفيلد هاوس
- قصر نانساتش
- قصر وندسور
- قصر الكريستال (قصر معارض)